# 문화 통치
문화 통치(文化統治)는 3·1 운동 이후 일제가 조선의 반발을 무마시키기 위해서 기존의 무단 통치방식을 버리고 내세운 새로운 식민지 통치방식을 말한다. 표면적으로는 조선인에 대한 차별을 완화하는 등 여러 유화정책을 실시했지만, 이는 악랄한 식민지 정책을 은폐하고 미화하려는 위장수단일뿐이었다. 실상은 탄압과 감시, 민족문화 말살, 경제적 수탈을 강화하기 위한 고도화된 기만적인 식민 통치 방식에 불과하다.
헌병경찰제를 보통 경찰로 대체했으나 이 기간 동안 경찰의 수는 더욱 늘어났으며, 일본의 식민통치에 비판적 내용의 기사를 실은 신문 언론사에 대하여 정간과 폐간, 기사삭제 등이 이루어졌다. 민족 운동을 막기 위해 한민족을 기만하고 분열시키는 성격이 강했으며 가혹한 식민통치를 대외적으로 은폐시키고 국제 여론의 악화를 막기 위한 성격이 짙었다. 또한 이 기간에도 조선인들에 대한 고문과 탄압은 여전했다. 경제 대공황과 태평양 전쟁 등을 거치면서 조선에 대한 통치방식이 민족말살통치로 변경됨에 따라 문화 통치는 사실상 종결되었다.

## 배경
3·1운동의 전개로 인해 높아진 조선인들의 독립의지와 반일정신이 높아져갔다. 일제가 비폭력주의 운동이었던 3·1운동에 대한 무력 진압과 보복학살을 자행하자 국제여론의 악화되었다. 이런 국제 여론을 무마시키기 위해 기존의 무단통치를 버리고 문화통치를 실시했다.
조선총독으로 부임한 사이토 마코토(齊藤實)는 '문화의 발달과 민력(民力)의 충실'이라는 슬로건을 내걸고 문화정책을 실시하였다.
문화 통치로 바뀌게 된 배경은 겉보기에는 대외적 상황과 여러 정치적 상황이 맞물리면서 일련적으로 연관되어 일어난 것 같지만 근본적으로는 문화통치로의 통치제제 변환에 가장 큰 영향을 준 사건은 3·1운동이라고 할 수 있다.

## 조선총독
조선총독 사이토 마코토(齊藤實)는 일본인 군인이 맡던 조선 총독 자리에 대해 문관 임명 제한을 철폐했다. 그러나 일본은 문화 정치를 내세운 이후부터 해방이 된 1945년까지 조선 총독 자리에 문관을 임명한 적이 한 번도 없었다.

## 경찰제도
일본은 무력통치에 대한 조선인의 반발을 무마시키기 위해 헌병경찰제도를 보통경찰제도로 변경하였다. 하지만 이름과 제복만 바뀌었을뿐 실질적으로는 경찰인력과 시설을 늘렸다. 문화 정치를 내세운 첫 해인 1920년만 해도 경찰관서의 수는 1918년보다 3.6배, 경찰관의 수는 3.4배에 달했다. 민족운동을 더욱 효율적으로 탄압하기 위해서 치안에 필요한 장비, 유지비 등을 세배로 증가시켰다. 더불어 고등경찰제도를 실시함으로써 오히려 헌병경찰제도때 보다 더욱 심하게 우리 민족에 대한 감시를 강화하고 독립운동가들을 탄압했다.

## 민족신문의 발행 허용
민족신문(조선어 민간 신문) 3종의 발행을 허가하였다. 일제는 검열, 정간 등의 조치를 이용, 민간 신문을 친일 언론화 시키려 노력했지만, 민간 신문들은 베를린올림픽 손기정의 일장기 삭제 사건에서 보듯이 일제의 통치하에서도 조선 민족의 정신을 고양하고 사기를 높이려 애썼다. 식민통치 말에는 중일전쟁과 제 2차 세계대전으로 인해 일본제국 전체가 전시 비상체제에 돌입하면서 조선일보와 동아일보에 대한 총독부의 견제와 탄압이 심해졌다. 결국 1940년 두 신문 모두 폐간당했다. 폐간 시킨이후 1945년 해방과 함께 복간했다.

## 지방 행정에 조선인 참여
지방 제도 개정, 도 평의회등의 각종 행정기관을 설치하여 조선인을 참여시킨다고 하였으나 실제론 선거권 제한, 일부 친일파(親日派)와 부유한 재산가만이 참여함으로써 실권없는 자문기관 수준에서 그쳤다.

## 교육기회의 확대
교육 기회의 확대는 명목상일 뿐 오히려 일본과 관련된 내용을 조선인들에게 가르치는데 이용되었으며 초등 교육과 중등 교육까지만 지원했을뿐, 식민통치에 위협이 될 수 있다는 이유로 고등교육은 가르치지 않았다. 또한 교육을 해주겠다고 여러 학교가 당시에 설립되기는 하였으나 토지조사사업때 이주해 온 일본인들의 자녀가 주로 입학하였고 조선인들의 취학률은 낮았다.(당시 조선의 전통교육기관인 서당은 일본에 의해 강제로 없어지거나 변질되었기에 서당은 언급하지 않겠다.)

## 치안 유지법
또한 일제는 태형령을 없애 조선인에게 비인간적인 형벌을 내리지 않겠다고 했지만 독립 운동을 탄압하기 위해 치안 유지법을 제정하여 강력한 탄압을 전개하였다.

## 같이 보기
- 무단 통치